# Карл Ріхард Лепсіус
Карл Ріхард Лепсіус (нім. Karl (Carl) Richard Lepsius; 23 грудня 1810, Наумбург, Саксонія — 10 липня 1884, Берлін) — німецький (прусський) археолог і єгиптолог.

## Біографія
Карл Ріхард Лепсіус народився в сім'ї ландрата Наумбурга Карла Петера Лепсіуса і його дружини Фридеріки. Відвідував Пфорту, потім вивчав грецьку і римську археологію в університетах Лейпцига (1829-1830), Геттінгена (1830-1832) і Берліна (1832-1833). Після отримання докторського ступеня за дисертацію De tabulis Eugubinis в 1833 році, відправився в Париж, де відвідував лекції історика античності Жан-Антуана Летронном, а також Шампольйона. Захопився єгипетської ієрогліфікою, оглядав колекції єгипетських старожитностей в різних країнах Європи, вивчав літографію і гравіювання.
Після смерті Шампольйона, Лепсіус зайнявся систематичним вивченням його фундаментальної праці Grammaire égyptienne, яка була опублікована посмертно в 1836 році, але не відразу набула широкого визнання. У 1836 році Лепсіус відправився до Тоскани, де зустрівся з Іпполіто Росселліні, який подорожував до Єгипту разом з Шампольйоном в 1828-1829 роках. У ряді листів до Росселліні Лепсіус розвинув ідеї Шампольйона про алфавітне значення ряду єгипетських ієрогліфів, вказавши при цьому на те, що голосні на письмі не відображалися.
У 1842 році Лепсіус за рекомендацією Александра фон Гумбольдта і Християна Бунзена був призначений прусським королем Фрідріхом-Вільгельмом IV керівником експедиції в Єгипет і Судан для дослідження залишків давньоєгипетської цивілізації. Експедиція відкрила 67 пірамід і понад 130 поховань знатних осіб. Над головним входом у велику піраміду Гізи Лепсиус залишив напис єгипетськими ієрогліфами, що прославляють Фрідріха Вільгельма IV.
Головним результатом експедиції стала публікація книги «Пам'ятники з Єгипту і Ефіопії» ((Denkmäler aus Aegypten und Aethiopien (Monuments from Egypt and Ethiopia) в 12 томах, що містив 900 єгипетських записів з коментарями, картами і замальовками. До теперішнього часу ця праця є найбільшим джерелом з історії стародавнього Єгипту, особливо тому, що ряд цих пам'яток були пізніше знищені в зв'язку зі спорудженням Асуанської греблі.
Після повернення в Європу Лепсиус в 1846 році одружився з Елізабет Клейн (1828-1899), дочкою композитора Бернгарда Клейна, і був призначений професором єгиптології в Берлінському університеті, співдиректором, а пізніше і директором Єгипетського музею.
Лепсіус вважається батьком сучасної єгиптології. Він також зробив чималий внесок у вивчення інших африканських мов, хоча його погляди на африканське мовознавство вже за життя були дещо застарілими. Лепсіус винайшов «Стандартний алфавіт Лепсіуса» для транслітерації африканських мов (1855, переглянутий в 1863 р). У 1880 випустив граматику нубійської мови.
Батько художника Рейнгольда Лепсиуса і громадського діяча Йоганнеса Лепсиуса.

## Основні твори
- - 1842. Das Todtenbuch der Ägypter nach dem hieroglyphischen Papyrus in Turin mit einem Vorworte zum ersten Male Herausgegeben. Leipzig: G. Wigand. (Reprinted Osnabrück: Otto Zeller Verlag, 1969)
  - 1849. Denkmaeler aus Aegypten und Aethiopien nach den Zeichnungen der von Seiner Majestät dem Koenige von Preussen, Friedrich Wilhelm IV., nach diesen Ländern gesendeten, und in den Jahren 1842—1845 ausgeführten wissenschaftlichen Expedition auf Befehl Seiner Majestät. 13 vols. Berlin: Nicolaische Buchhandlung. (Reprinted Genève: Éditions de Belles-Lettres, 1972)
  - 1852. Briefe aus Aegypten, Aethiopien und der Halbinsel des Sinai: Geschrieben in den Jahren 1842—1845 während der auf Befehl Sr. Majestät des Königs Friedrich Wilhelm IV. von Preußen ausgeführten wissenschaftlichen Expedition. Berlin: Verlag von Wilhelm Hertz
  - 1855. Das allgemeine linguistische Alphabet: Grundsätze der Übertragung fremder Schriftsysteme und bisher noch ungeschriebener Sprachen in europäische Buchstaben. Berlin: Verlag von Wilhelm Hertz
  - 1880. Nubische Grammatik mit einer Einleitung über die Völker und Sprachen Afrika’s. Berlin: Verlag von Wilhelm Hert

## Пам'ять
Бюст Карла Ріхарда Лепсіуса встановлений у меморіалі великих єгиптологів світу при Єгипетському музеї в Каїрі